# Metachorema gregarium
Metachorema gregarium är en nattsländeart som beskrevs av Schmid 1957. Metachorema gregarium ingår i släktet Metachorema och familjen Hydrobiosidae. Inga underarter finns listade i Catalogue of Life.

## Bildgalleri

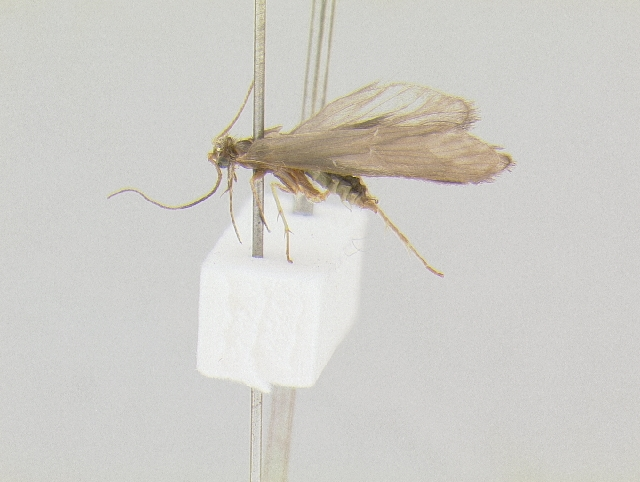